# معركة طريف
معركة طريف، وتسمى في الأدبيات الإسبانية معركة ريو سالادو (بالإسبانية: Batalla del Salado)‏ هي معركة نشبت في الأندلس في الثلاثين من أكتوبر 1340 م (جمادى الأولى سنة 741 هـ) بين جيوش المسلمين الأندلسيين بقيادة السلطان أبي الحجاج يوسف بن أبي الوليد إسماعيل والمرينيين القادمين من عدوة المغرب بقيادة السلطان أبي الحسن علي بن عثمان المريني من جهة، وجيوش مملكة قشتالة بقيادة ألفونسو الحادي عشر ومملكة البرتغال بقيادة ألفونسو الرابع.

## الخلفية التاريخية
في عهد السلطان يوسف، كثرت غزوات النصارى لأراضي المسلمين، وكان ألفونسو الحادي عشر تحدوه نحو مملكة غرناطة أطماع عظيمة. ولما شعر يوسف باشتداد وطأة القشتاليين، وضعف وسائله في الدفاع، أرسل يستنجد بالسلطان أبي الحسن علي بن عثمان ملك المغرب، فأرسل الأمداد إلى الأندلس مع ولده الأمير أبي مالك، فأثخن أبو مالك في أراضي النصارى، غير أن جيشًا متحالفًا من القشتاليين والأراغونيين والبرتغاليين فاجأه في طريق عودته، فنشبت بين الفريقين معركة دموية في أواسط سنة 740 هـ (1339 م) هُزم فيها المسلمون هزيمة فادحة، وقُتل قائدهم الأمير أبو مالك.

## حشد الجيوش الإسلامية
عندئذ قرر السلطان أبو الحسن العبور إلى الأندلس بنفسه ليثأر لهذه الهزيمة المؤلمة، فجهز الجيوش والأساطيل الضخمة، وبلغ الأندلس في أوائل المحرم سنة 741 هـ (يوليو 1340 م)، ونزل بسهل طريف، ولحق به السلطان يوسف في قوات الأندلس. وكانت الجيوش الإسبانية قد نفذت آنذاك إلى أعماق مملكة غرناطة، ووصلت إلى بسائط الجزيرة الخضراء، ورابط الأسطول المسيحي في مياه المضيق بين المغرب والأندلس، ليمنع قدوم الأمداد والمؤن، وضرب المسيحيون الحصار حول ثغر طريف وتغلبوا على حاميته، ومضت أشهر قبل أن يقع اللقاء الحاسم بين الفريقين، فشحّت الأقوات بين المسلمين، ووهنت قواهم، وكان الجيش الإسلامي يرابط عندئذ في السهل الواقع شمال غربي طريف على مقربة من نهر سالادو الصغير الذي يصب في المحيط الأطلنطي عند بلدة كونيل التي تبعد قليلًا عن رأس طرف الغار.

## المعركة
في يوم 30 أكتوبر 1340 (جمادى الأولى سنة 741 هـ) اشتبك الفريقان في معركة عامة على ضفاف نهر سالادو، وتولى السلطان أبو الحسن قيادة الجيش بنفسه، بينما تولى السلطان يوسف قيادة فرسان الأندلس. تقدم ألفونسو الحادي عشر بجيشه لمهاجمة المغاربة، فصُد في البداية بقوة، واشتبك فرسان الأندلس مع جيش البرتغال. غير أن موازين المعركة انقلبت عندما تسللت حامية طريف المسيحية من الجنوب وانقضت على مؤخرة الجيش الإسلامي، فدب الخلل إلى صفوفه، ونشبت بين الفريقين معركة دموية هائلة، قُتل فيها من المسلمين عدد جم، وسقط معسكر سلطان المغرب الخاص في يد المسيحيين وفيه حريمه وحشمه وبعض أولاده، فذُبحوا جميعًا، وتبعثرت قوات المسلمين، وفر السلطان أبو الحسن، واستطاع أن يعبر إلى المغرب مع فلوله، وارتد السلطان يوسف إلى غرناطة، وكانت محنة لم يشهد المسلمون مثلها منذ موقعة العقاب، وكان لها أعمق وقع في المغرب والأندلس.